# Sư phụ

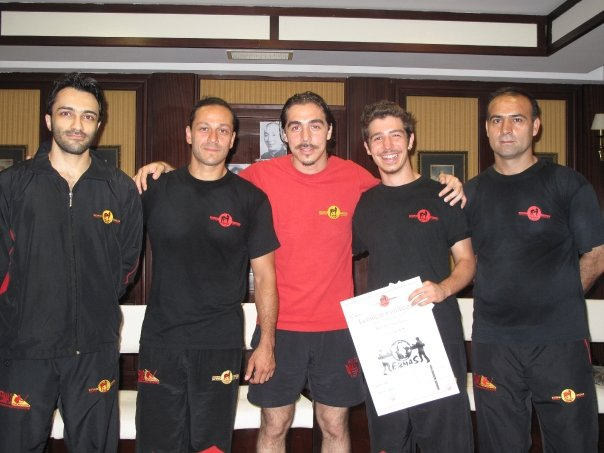
Đây là những người mới được thăng cấp sư phụ

Sư phụ (giản thể: 師父; phồn thể: 師傅; bính âm: shīfu, Việt bính: si1 fu6, tiếng Anh: Sifu) là tên gọi chung của hai từ tiếng Trung Quốc có cũng nghĩa là thầy giáo, thường thì thầy giáo trong võ học hoặc thể thao. Chữ 師 nghĩa là "thầy giáo" còn chữ 傅 nghĩa "gia sư", và chữ 父 nghĩa là "bố hoặc cha". Hai chữ đó đều đọc là fu cùng âm trong tiếng Cantonese và tiếng phổ thông tạo nên một số hiểu nhầm khi nói. Một chữ nghĩa là thầy giống như vậy cũng hay được sử dụng là 老師 lǎoshī (Cantonese lou5 si1) tức lão sư. Sư phụ là người đeo đai đen hoặc không cần có đai vì võ công đã quá cao cường.
Tuy đọc và nghĩa giống nhau những hai từ đó được xài trong hai trường hợp khác nhau. Chữ thời xưa (師傅) có nghĩa duy nhất là "thầy giáo võ công", và được sử dụng khi người nói muốn nói tới sự tinh thông và kinh nghiệm của một người nào đó. Ví dụ như một người tên A thấy một người không hề quen biết nhưng võ công cao cường nên người A gọi người đó là 師傅. Còn từ mới hơn (師父) nghĩa là "thầy giáo võ công" và "cha hoặc bố", nhưng chỉ sử dụng giữa thầy và trò. Ví dụ như học sinh của người tên B sẽ gọi B là 師父. Nói theo một cách khác đối với những người sùng đạo sẽ gọi những người thầy giáo võ công của họ là sư phụ (師父) cũng có nghĩa là "bố và thầy".